# Bolitoglossa mexicana
Bolitoglossa mexicana е вид земноводно от семейство Plethodontidae. Видът не е застрашен от изчезване.

## Разпространение
Разпространен е в Белиз, Гватемала, Мексико и Хондурас.

## Описание
Продължителността им на живот е около 12,2 години. Популацията на вида е намаляваща.